# Communauté de communes du canton de Combles
Die Communauté de communes du canton de Combles ist ein ehemaliger französischer Gemeindeverband (Communauté de communes) im Département Somme in der Region Nord-Pas-de-Calais. Er wurde am 10. Dezember 1993 gegründet.
2013 wurde der Gemeindeverband mit der Communauté de communes du Canton de Roisel in der Communauté de communes de la Haute Somme fusioniert.

## Mitglieder
1. Carnoy
2. Combles
3. Curlu
4. Équancourt
5. Étricourt-Manancourt
6. Flers
7. Ginchy
8. Gueudecourt
9. Guillemont
10. Hardecourt-aux-Bois
11. Hem-Monacu
12. Lesbœufs
13. Longueval
14. Maricourt
15. Maurepas
16. Mesnil-en-Arrouaise
17. Montauban-de-Picardie
18. Rancourt
19. Sailly-Saillisel

## Quelle
- Le SPLAF - (Website zur Bevölkerung und Verwaltungsgrenzen in Frankreich (frz.))